# كش ميغي (تشكدان)
كش ميغي (بالفارسية: کش میگی) هي قرية تقع في إيران في هرمزغان. يقدر عدد سكانها بـ 165 نسمة بحسب إحصاء 2016.